# Robert E. Primus

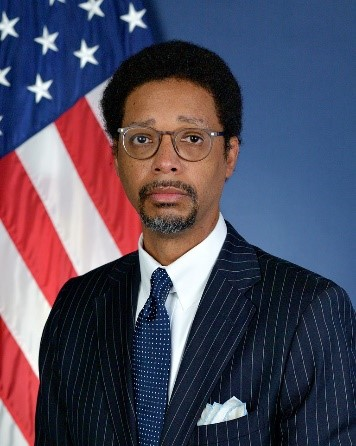
Robert E. Primus

Robert Edmund Primus (geboren am 25. Oktober 1969 in Denville, New Jersey) ist seit 2020 Mitglied der amerikanischen Regulierungsbehörde Surface Transportation Board. Mit Wirkung vom 11. Mai 2024 wurde er zum Leiter (Chairman) dieser Behörde ernannt. 

## Leben
Robert Primus stammt aus Madison (New Jersey). Er studierte an der Hampton University und erreichte 1991 den Abschluss Bachelor of Science im Bereich Marketing. Später absolvierte er Aufbaustudium für Regierungsmitarbeiter an der Harvard University.
Nach seinem Studium begann er ab August 1991 bis Juli 1993 im Beraterstab des demokratischen Senator Frank Lautenberg zu arbeiten. Danach war er bis zum Januar 1994 im Beraterstab der Abgeordneten Carrie P. Meek und danach bis Dezember 1994 bei Mel Reynolds.
Von Januar 1995 bis zum Februar 1999 arbeitete er als Lobbyist. Im März 1999 wechselte er in den Beraterstab des Abgeordneten Mike Capuano aus Massachusetts und war ab September 2002 Leiter des Beraterstabes. Capuano war 2017 und 2018 stellvertretender Vorsitzender des Unterausschusses für den Schienenverkehr. Nachdem Capuano 2018 nicht wiedergewählt worden war, übernahm er im Januar 2019 die Leitung des Beraterstabes der Abgeordneten Nanette Barragán aus Kalifornien. Von November 2019 bis Februar 2020 war er im Beraterstab von Tim Ryan. Danach wechselte er ins Team von Tony Cardenas. Hier leitete er von März 2020 bis zum November 2020 den Beraterstab.
Am 29. Juli 2020 nominierte ihn Präsident Donald Trump als Demokrat für einen Sitz im Surface Transportation Board mit einer Amtszeit bis zum 31. Dezember 2022. Seine Vorgängerin war Debra L. Miller. Am 18. November 2020 wurde er gemeinsam mit der republikanischen Kandidatin Michelle A. Schultz vom Senat bestätigt. Am 7. Januar 2021 legte er seinen Amtseid ab. Am 20. Dezember 2022 wurde er vom Senat für eine weitere Amtszeit bis zum 31. Dezember 2027 bestätigt. Nach dem Rücktritt von Martin J. Oberman wurde er am 11. Mai 2024 von Präsident Joseph Biden zum Chairman (Leiter) des Surface Transportation Board ernannt.
Robert E. Primus ist verheiratet mit Gladys Barcena.